# Walbeobachtung

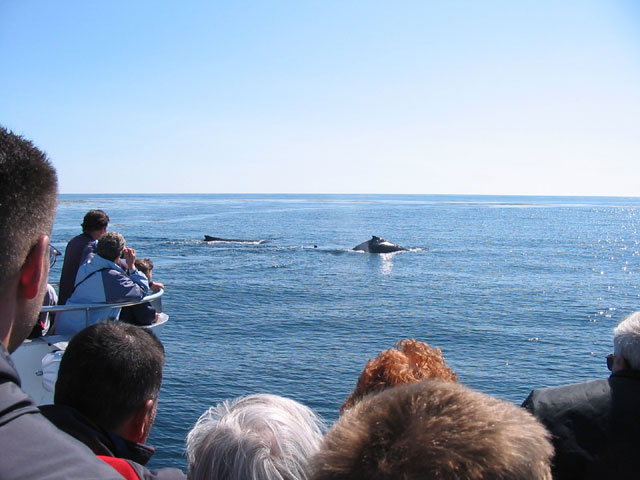
Walbeobachtung an der Küste von Bar Harbor, Maine

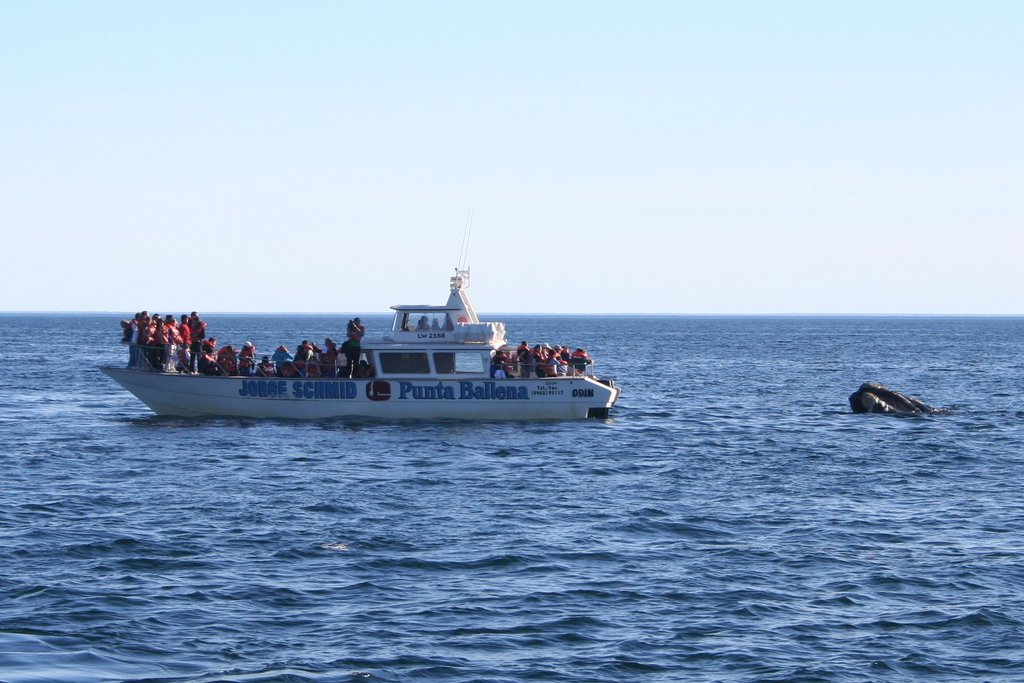
Walbeobachtung bei Valdés, Argentinien

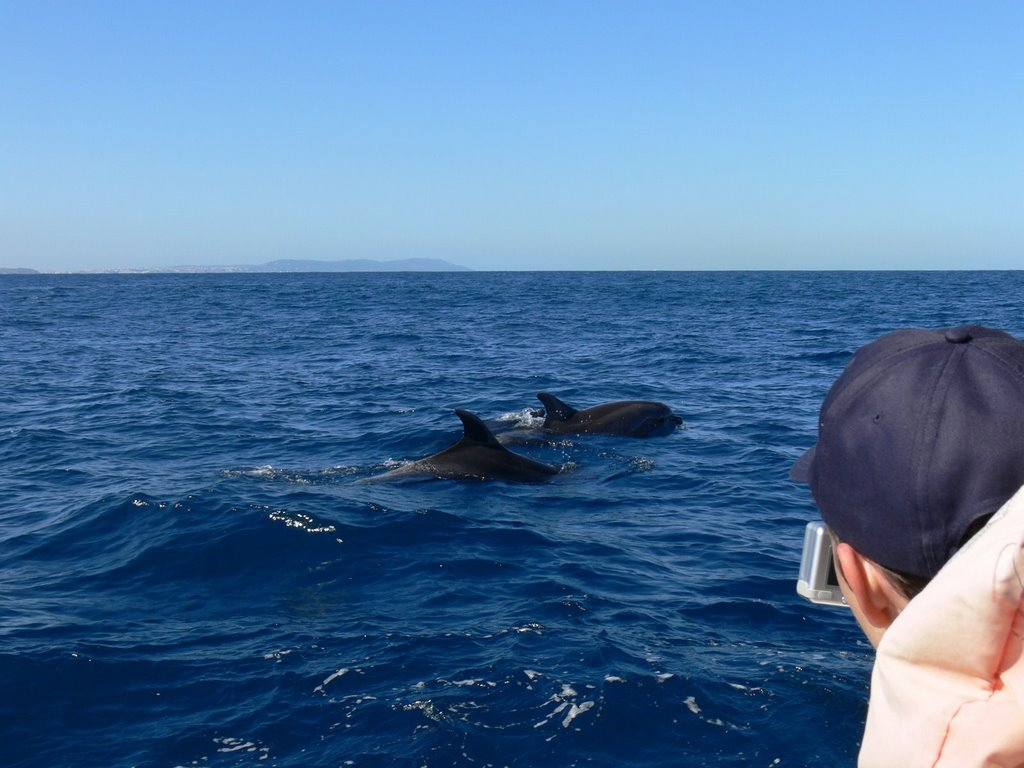
Große Tümmler (Tursiops truncatus) in der Straße von Gibraltar vor Tarifa

Walbeobachtung (englisch whale watching) ist die Beobachtung von Walen in ihrem natürlichen Lebensraum.
Die Menschen selbst, die Wale beobachten, werden als Walbeobachter oder Whale-Watcher bezeichnet. Der Begriff Walbeobachtung deckt auch den enger gefassten Begriff Delfinbeobachtung ab, da Delfine zoologisch in die Ordnung der Waltiere (Cetacea) eingeordnet werden.

## Arten der Walbeobachtung

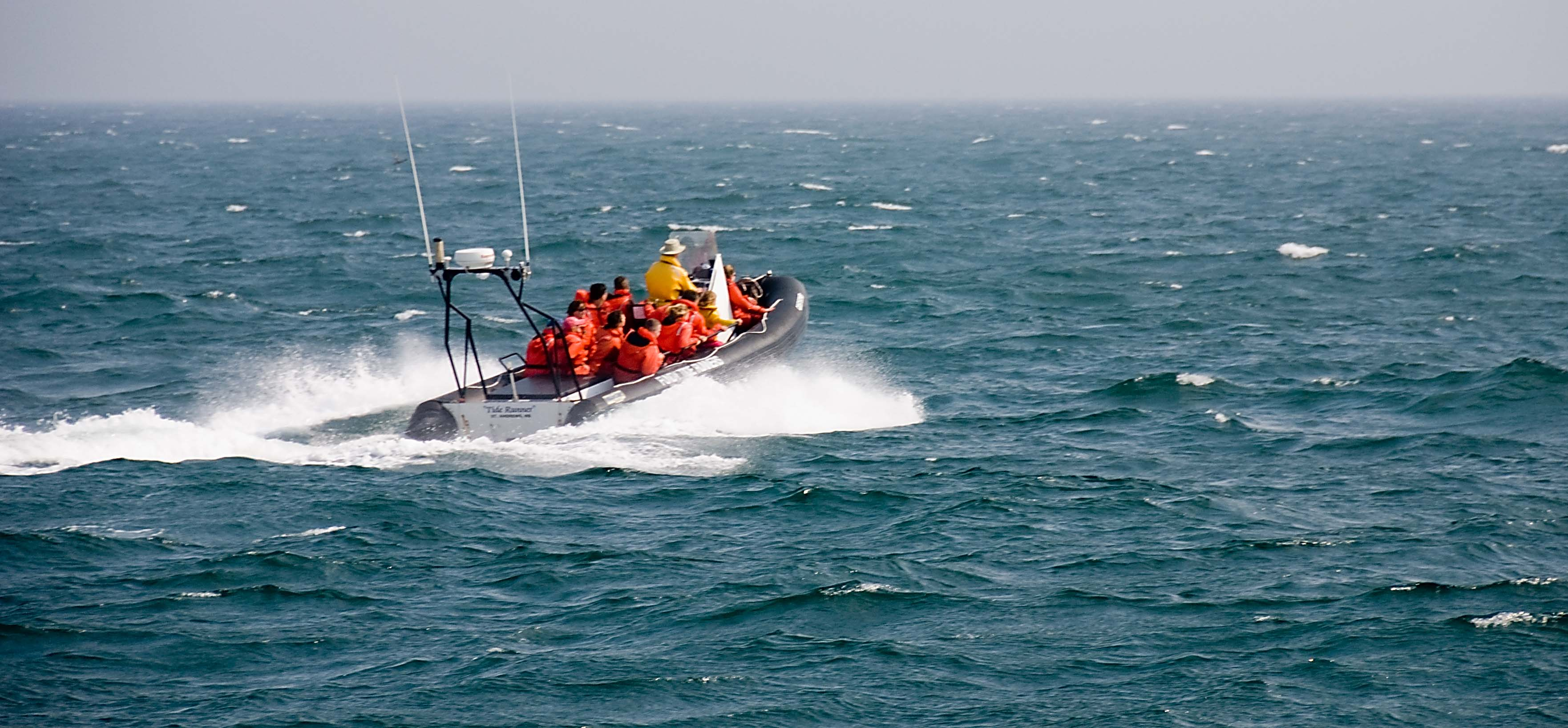
Es werden verschiedene Bootstypen für die Walbeobachtung eingesetzt: Hier ein Schlauchboot auf der Passamaquoddy Bay.

Rund 75 Prozent der weltweiten Beobachtung von Walen und Delfinen findet von Booten aus statt. Es gibt weltweit auch eine große Anzahl von Beobachtungspunkten an Land, von denen man sehr gut Beobachtungen machen kann. Dies wird häufig von Wissenschaftlern genutzt und der große Vorteil des landgestützten Whale Watching ist, dass es die Tiere in keiner Weise stört.
Eine vergleichsweise exklusive (und teure) Art des Whale Watching ist die Beobachtung vom Flugzeug oder Helikopter aus, dies macht aber weniger als ein Prozent des Gesamtaufkommens aus. Eine weitere Form des Whale Watching ist das Schwimmen mit Walen oder Delfinen.
Der größte Teil (etwa 70 bis 80 Prozent) der heutigen Walbeobachtungen basiert nach wie vor auf der Beobachtung von großen Walen wie Grauwale im Pazifik, Blauwale im Nordatlantik, Glattwale vor Südafrika oder Buckelwale vor Australiens Küste.
Die Beobachtung von Delfinen und anderen Kleinwalen nimmt an Bedeutung zu. Das liegt vor allem daran, dass immer mehr ortstreue Delfinpopulationen bekannt werden. Außerdem sind solche Populationen in der Regel verlässlicher anzutreffen als wandernde Großwale, was sie für kommerzielle Anbieter besser „erschließbar“ macht.

## Sichtungswahrscheinlichkeit

Zwischen La Gomera und Teneriffa besteht eine weltweit einzigartige Population von etwa 500 Kurzflossen-Grindwalen, die jährlich von etwa 800.000 Walbeobachtungstouristen aufgesucht wird.

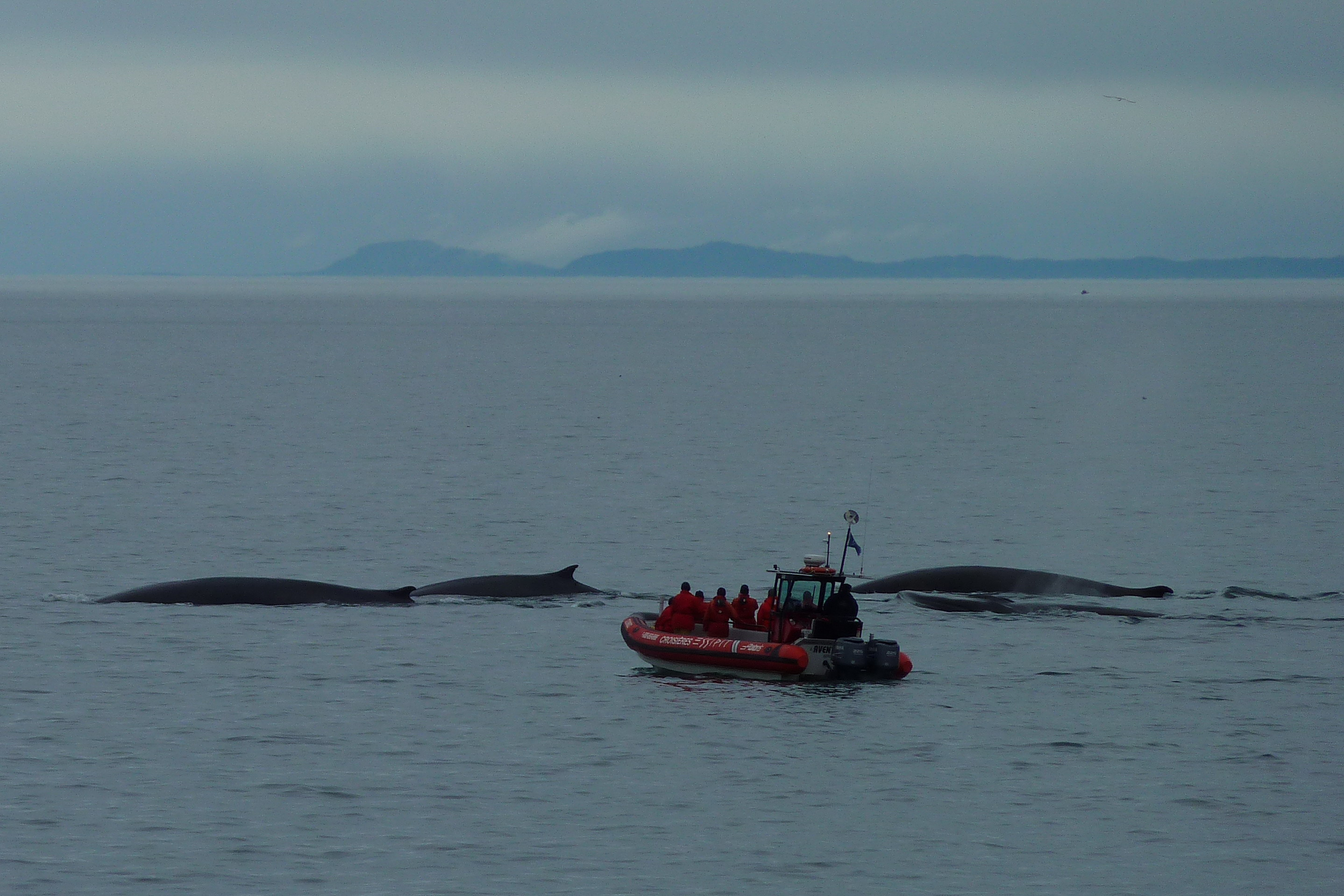
Walbeobachtung bei Tadoussac, Kanada

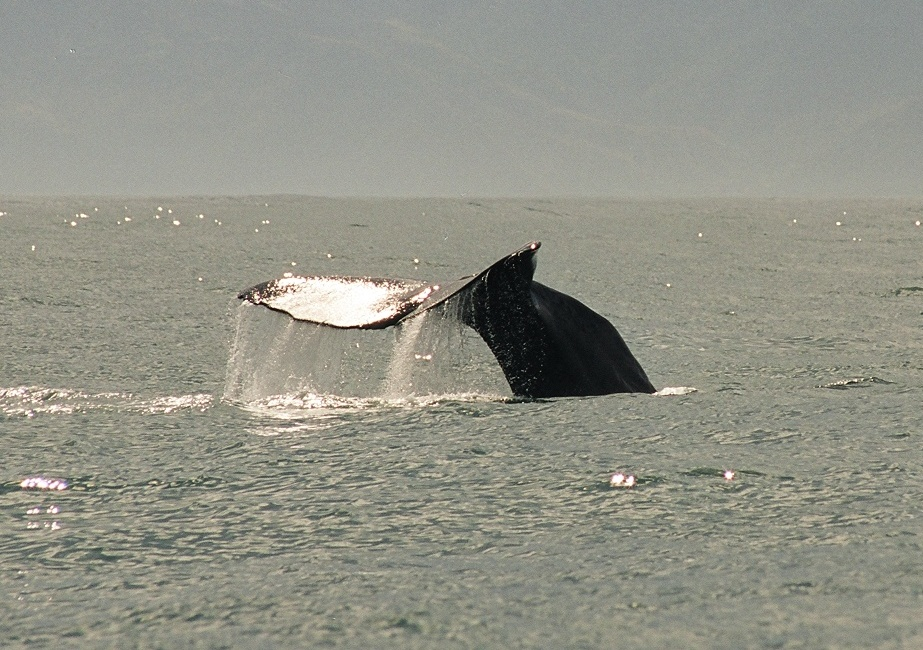
Whale Watching in Kaikoura, Dezember 2000

Grundsätzlich können Wale weltweit an allen Küsten der Ozeane und Nebenmeere beobachtet werden. Rund um den Globus gibt es allerdings zahlreiche „Hotspots“, die z. B.
- stabile ortstreue Populationen der Zahnwale aufweisen (zum Beispiel ganzjährig 500 Kurzflossen-Grindwale vor Teneriffa)
- zu bestimmten Jahreszeiten stark von durchreisenden Bartenwalen frequentiert werden (zum Beispiel Südkaper von Juli bis November vor der Südküste Südafrikas, von Land aus zu beobachten)
- als Winterquartier von Bartenwalen aufgesucht werden (zum Beispiel Grauwale, Buckelwale, Blauwale, Finnwale von Januar bis April im Golf von Kalifornien)

An solchen Orten liegt zu entsprechenden Zeiten die Wahrscheinlichkeit einer Walsichtung während einer vierstündigen Bootsausfahrt oft weit über 70 Prozent. Einige Veranstalter räumen dem Kunden eine Sichtungsgarantie ein.
Etablierte Walbeobachtungsorte sind
- Valdés (Argentinien): Südkaper
- Monterey (Kalifornien): Buckelwale
- Knysna/Hermanus (Südafrika): Südkaper
- Andenes und Stø auf den Vesterålen, Krøttøya in Troms und Tromsø  (Norwegen)
- Tadoussac am Sankt-Lorenz-Strom (Kanada, Provinz Québec): Buckelwale, Finnwale, Zwergwale, Beluga
- Kaikoura, Neuseeland: Pottwale, Delfine
- St. Andrew’s (New Brunswick): Buckelwale, Finnwale, Blauwale, Zwergwale, Schweinswale
- Azoren (Portugal): Delfine, Pottwale, Grindwale, Schwertwale, Blauwale
- Kanarische Inseln: Delfine, Grindwale, Schnabelwale, Brydewale
- Tarifa (Spanien): Delfine, Pottwale, Grindwale, Schwertwale, Finnwale
- Heiligtum der Wale (Frankreich, Italien und Monaco): Delfine, Pottwale, Finnwale
- Reykjavík / Island: Weißschnauzendelfine, Schweinswale, Zwergwale, Buckelwale, Schwertwale
- Island: Delfine, Schweinswale, Zwergwale, Buckelwale, Schwertwale, Blauwale, Finnwale
- Samana (Dominikanische Republik): Buckelwale
- Maui (Hawaii): Buckelwale
- Dili, Osttimor: Blauwale (Okt./Nov.), Pottwale, Buckelwale, Grindwale, Delfine

## Auffinden der Tiere

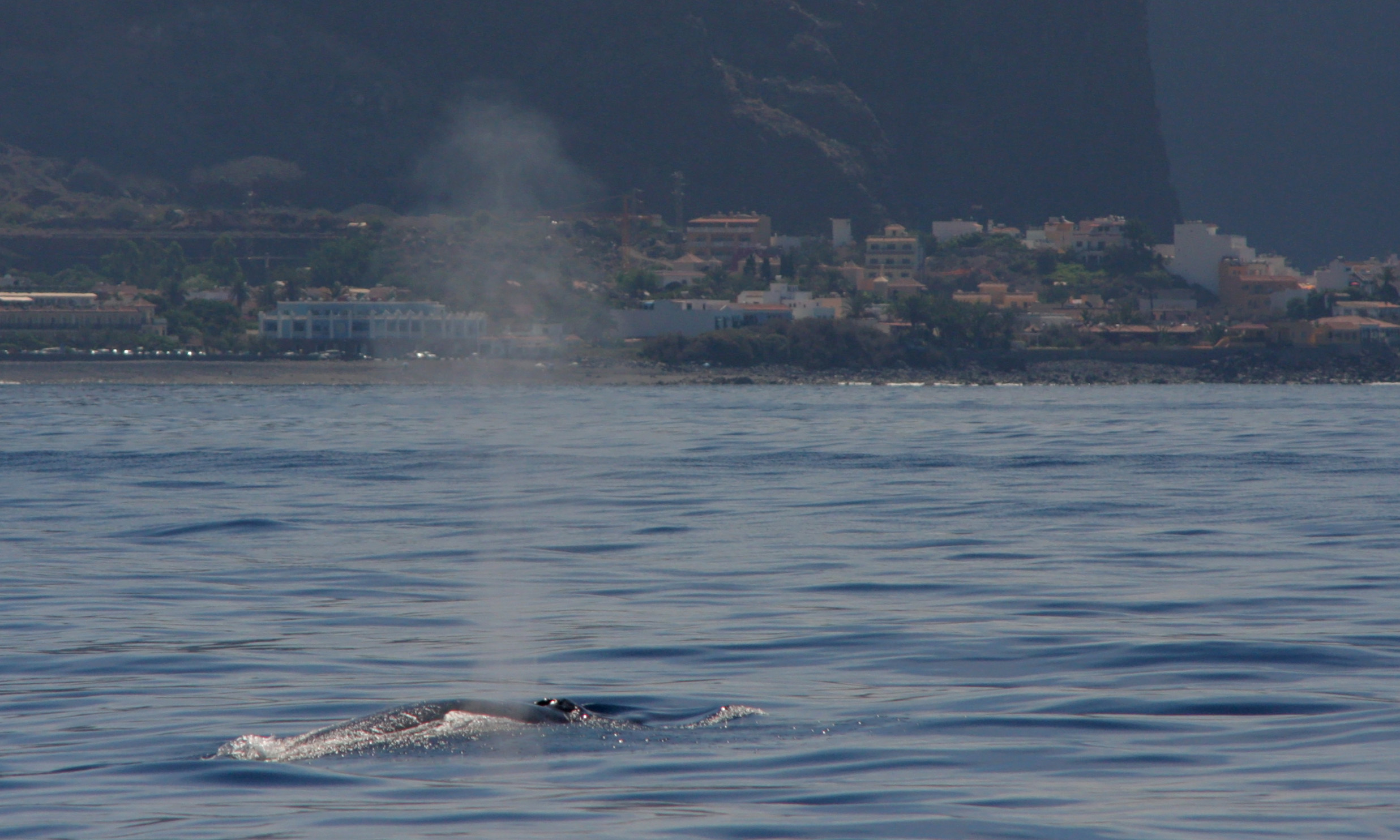
Der weithin sichtbare Blas eines Großwals ist für Walbeobachter sicherstes Kennzeichen zum Auffinden der Tiere. Foto: Brydewal vor Valle Gran Rey, La Gomera

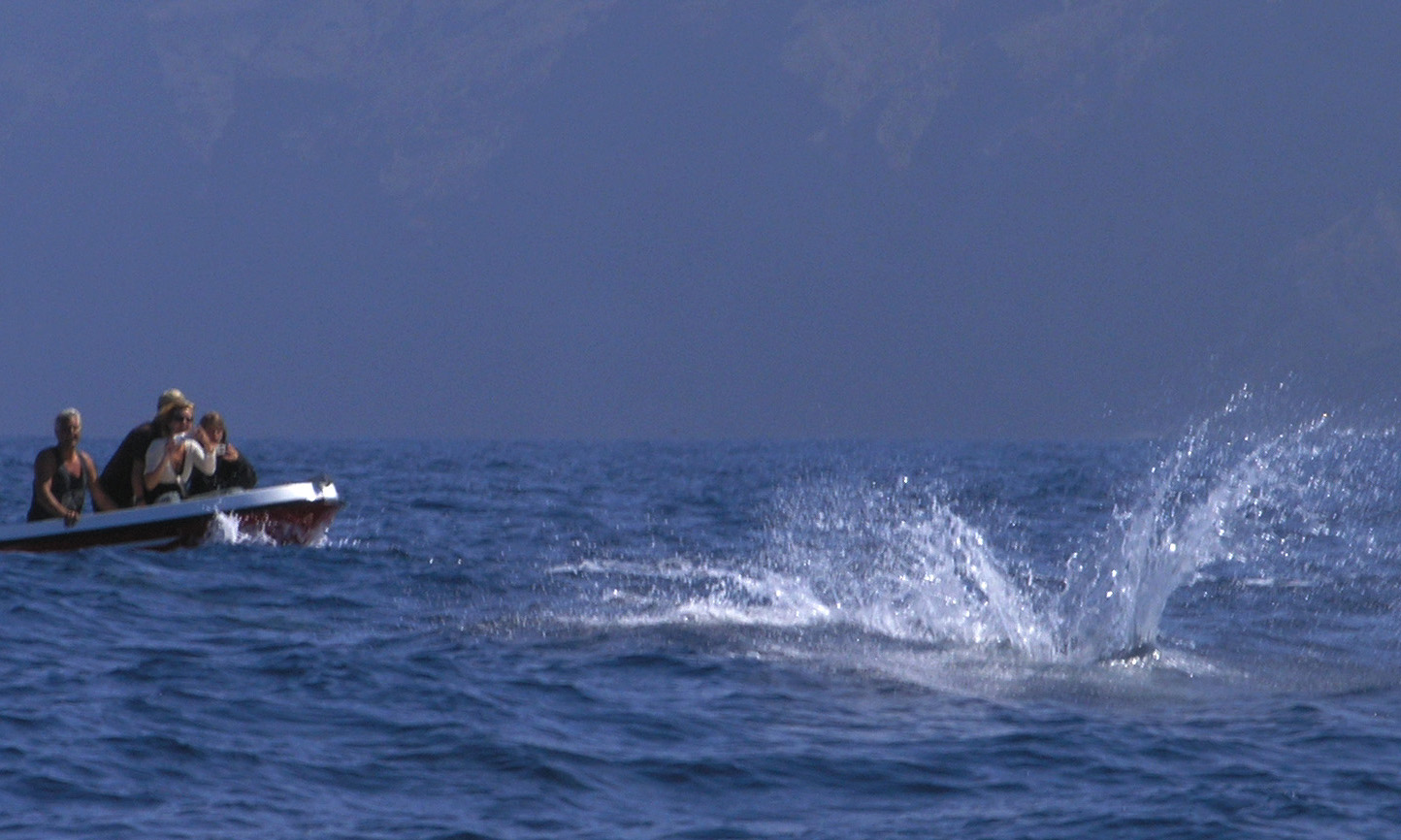
Dieser große Tümmler verrät sich durch seinen Sprung (Valle Gran Rey, La Gomera)

Für die Walbeobachtung vom Boot aus wird für die Dauer der Tour ein möglichst großes Gebiet abgesucht. Dabei achten die Beobachter mit dem bloßen Auge oder einem Fernrohr auf folgende Hinweise:
- Große Vogelschwärme (zum Beispiel Gelbschnabel-Sturmtaucher), die aufgeregt umherkreisen. Hier ist meist ein Fischschwarm, an dem eventuell auch Meeressäuger (vor allem Delfine) jagen.
- Der Blas eines Großwals: Beim Auftauchen stößt der Wal unter hohem Druck verbrauchte Atemluft aus, die zu einer weißen Wolke kondensiert und manchmal über Seemeilen hinweg sichtbar ist. Anhand der Form dieser Wolke kann die Art bestimmt oder eingegrenzt werden.
- Weiße Schaumkappen, die an immer der gleichen Stelle auftauchen: Sie werden von einer Schule schnell ziehender Delfine oder anderer Zahnwale verursacht.
- Die Rücken der Tiere selbst: Markantestes Merkmal sind die Rückenflossen (Finnen). Sie sind bei fast allen Arten (Ausnahme Weißwal) dunkel gefärbt. Eventuell heben sie sich gegen die Meeresoberfläche sichtbar ab; bei Delfinen und Grindwalen erzeugt die glatte Hautoberfläche helle Lichtreflexionen der Sonne. Zudem bewegen sich Zahnwale fast immer in größeren Schulen.

Ein akustischer Hinweis ist das platschende Geräusch („splash“), den ein springender Wal erzeugt, wenn er zurück auf das Wasser fällt.

## Annäherung an eine Schule oder einzelne Wale

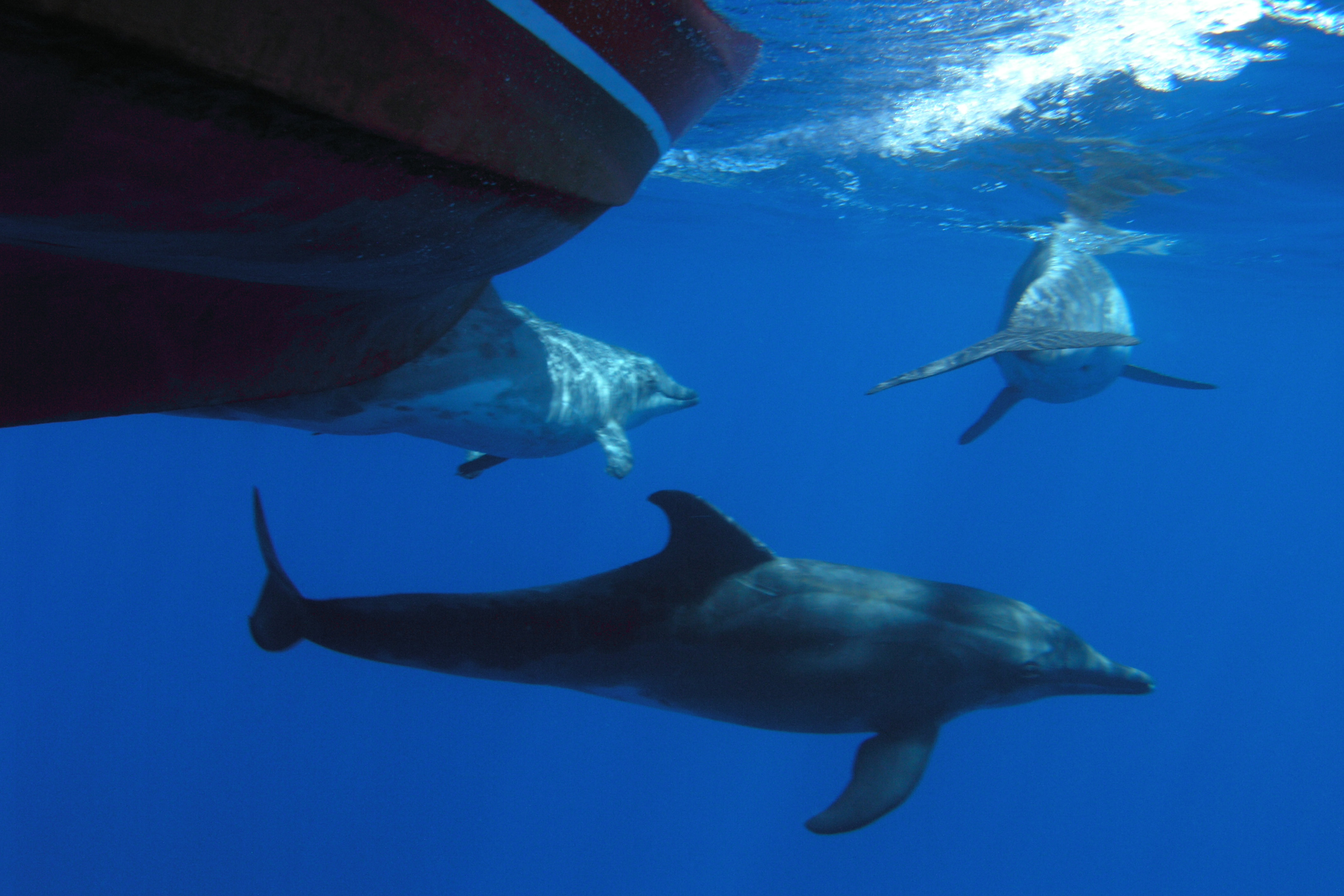
Rauzahndelfine reiten in der Druckwelle des Bootes

Der Erfolg einer Walsichtung vom Boot aus steht und fällt mit der Erfahrung des Bootsführers. Um die Tiere nicht zu verschrecken, nähert er sich schräg seitlich, etwa im Winkel von 30 Grad zu ihrer Zugrichtung an und passt die Geschwindigkeit des Bootes an die der Tiere an. Bei scheuen Arten legt er Pausen ein. So können die Tiere ungestört ihren natürlichen Verhaltensweisen weiter nachgehen. In einigen Ländern ist die beschriebene Annäherungsform gesetzlich vorgeschrieben (siehe Abschnitt Gesetzliche Bestimmungen); Verstöße werden mit Geldbußen geahndet (beispielsweise bis zu 20.000 Euro auf den Kanaren).
Häufig kommt es zu sozialen Interaktionen der Wale mit den Beobachtern:
- Nach einer gewissen Zeit gewinnen die Meeressäuger oft von sich aus Interesse an dem Boot und nähern sich aus freien Stücken.
- Die Wale inspizieren das Boot und seine Besatzung. Entweder tauchen Wale unter dem Boot durch und nutzen ihr Biosonar, oder sie schauen mit ihren Augen, indem sie sich auf die Seite drehen oder den Kopf senkrecht aus dem Wasser heben (so genannter „spyhop“, vor allem bei Grindwalen).
- Die Tiere machen auf sich aufmerksam und spielen nahe am Boot. Beispielsweise klatschen die Tiere mit den Flossen aufs Wasser, vollführen Luftsprünge oder schwimmen als Zeichen zur Kontaktbereitschaft mit dem Bauch nach oben.
- Einige Delfinarten (zum Beispiel Fleckendelfine, Großer Tümmler) begleiten Boote über lange Strecken und surfen dabei auf der Bugwelle.

## Mit Walen und Delfinen schwimmen
Das Delfinschwimmen (oder seltener das Schwimmen mit größeren Walen) wird von einigen Whale Watching-Veranstaltern gerne als Hauptattraktion angeboten. Für die Teilnehmer bedeutet dies eine außergewöhnliche Erfahrung, da die Kommunikationslaute der Wale unter Wasser gut zu hören sind: Etwa die hohen Pfiffe der Delfine oder tiefe grunzende und klopfende Geräusche der Bartenwale. Außerdem ist der Effekt des leistungsstarken Biosonars auf der Haut deutlich als Kribbeln zu spüren. Verfechter der Delfintherapie gehen von einer heilenden Wirkung auf die Betroffenen aus.
Aufgrund von Fehlverhalten, die es vielerorts seitens der Teilnehmer gegeben hatte (beispielsweise wurde versucht, auf dem Rücken der Tiere zu „reiten“) ist das Delfinschwimmen heute in vielen Ländern per Gesetz verboten oder es wird nur noch in Begleitung professioneller „Guides“ durchgeführt.
Das Schwimmen mit Walen ist für den Menschen nicht ganz ungefährlich. Bereits kleine Delfinarten können dem Menschen mit ihren Körperkräften erheblichen Schaden zufügen, wenn sie sich bedrängt fühlen. So hatte es vor allem von den 80er Jahren an bis zur Jahrtausendwende einige Zwischenfälle gegeben: In Brasilien wurde ein Schwimmer von einem großen Tümmler in Strandnähe getötet, nachdem er ihn belästigt hatte. Vor Teneriffa wurde eine Frau, die einem Kurzflossen-Grindwalbullen streichelte, von diesem am Bein gepackt und in die Tiefe gezogen, sodass sie beinahe ertrank. Da Wale beim Abtauchen rasch an Tiefe gewinnen können, sind in einer solchen Situation auch schwere Verletzungen durch den Wasserdruck möglich. Eine weitere Gefahr geht für den Menschen von Haien aus, die sich – entgegen etablierter Vorstellungen – häufig in der Nähe von Delfinschulen aufhalten. Bei Flaschentauchgängen können die Wale die unter Wasser ausgestoßenen Luftblasen als Warnhinweis oder sogar als Drohung interpretieren.

## Wissenschaftliche Walbeobachtung
Etwa 50 Prozent des heutigen Wissens über die Wale resultiert aus der Haltung kleinerer Zahnwale in Gefangenschaft (Delfinarien). Kenntnisse über Großwale (Pottwale, Bartenwale) stammen zum großen Teil noch aus den Zeiten des kommerziellen Walfangs und die weltweite Verbreitung einiger Arten (vornehmlich derer, die flache Küstengewässer meiden, zum Beispiel Schnabelwale) ist in erster Linie durch Walstrandungen belegt.
Erst in jüngerer Zeit stützt sich die Walforschung (Cetologie) verstärkt auf Beobachtungen im Freiland. Dabei werden sowohl landgestützte Beobachtungsposten eingesetzt als auch Boote. Von Booten aus kommt vor allem die Methode der Foto-Identifikation zum Einsatz. Anhand von Aufnahmen bestimmter Körperteile, insbesondere der Rückenflosse (Finne), können einzelne Tiere wie durch einen Fingerabdruck wiedererkannt werden. Die Foto-ID wird zum Beispiel bei ortsansässigen Beständen zur Untersuchung der Populationsdynamik und der Habitatsansprüche herangezogen. Zusätzlich werden mithilfe einer Armbrust genetische Proben aus der Haut der Tiere entnommen. In den letzten Jahren kam auch vermehrt die Telemetrie zum Einsatz. Dabei werden Datenlogger und GPS-Sender mit Saugnäpfen an die Rücken einzelner Tiere angebracht. Beispielsweise wurde mithilfe dieser Technik das Wissen über die Biologie und Lebensweise der Kurzflossen-Grindwale erst kurz nach der Jahrtausendwende revolutioniert. Ein kanarisches Forscherteam hatte die Tiere mit Sonden zur Messung der Geschwindigkeit, der Tauchtiefe und der Lautäußerung (Ultraschall-Klicks) versehen.
Aus dem weltweit boomenden Geschäft des Whale Watching-Tourismus ergibt sich eine große Chance für die moderne Cetologie. Einfache Datenerhebungen oder fotografische Dokumentationen lassen sich in touristische Exkursionen integrieren. Seit spätestens der 1990er Jahre arbeiten kommerzielle Anbieter vermehrt mit Forschungseinrichtungen zusammen. Zudem finanzieren einige Forscherteams ihre wissenschaftliche Arbeit über die Teilnahme von Touristen.

## Touristische Entwicklung der Walbeobachtung
Die kommerzielle Walbeobachtung nahm 1955 in Kalifornien ihren Anfang. Bis zum Jahre 1982 gab es, vor allem in den USA und in Kanada, nur zwölf Länder, in denen Walbeobachtungstouren auf dauerhafter Basis angeboten wurden. 1992 wurde bereits in 45 Ländern und Territorien kommerzielle Walbeobachtung angeboten. Die Zahl der Whale Watcher lag zu jenem Zeitpunkt bei 4,5 Millionen. 1995 waren es schon 65 Länder/Territorien und 5,4 Millionen Walbeobachter.
Die letzte umfassende Erhebung des weltweiten Whale Watching-Geschäftes im Jahr 2001 ergab, dass sich die Entwicklung praktisch ungebremst fortgesetzt hat und inzwischen eine eigene Industrie entstanden ist. Das durchschnittliche weltweite Wachstum hatte sich gegen Ende der 1990er Jahre sogar noch leicht erhöht, im Schnitt lag es von 1991 bis 1998 bei 12,1 Prozent pro Jahr. (Einzelne Kontinente und Nationen zeigten in bestimmten Jahren Wachstumsraten bis über 200 %). Die Branche wuchs damit etwa drei bis vier Mal so schnell wie der Tourismus insgesamt und ist damit der am schnellsten wachsende Tourismuszweig überhaupt. Die Zahl der Walbeobachter wurde 1998 auf neun Millionen geschätzt, 2002 auf mindestens zwölf Millionen.
Die Anzahl der Länder, in denen heute Whale Watching angeboten wird, ist auf über 87 gestiegen und an rund 500 Orten ist Walbeobachtung möglich. Whale Watching ist inzwischen zu einem weltumspannenden Geschäft mit jährlichen Einnahmen von mehreren Milliarden US-Dollar geworden.

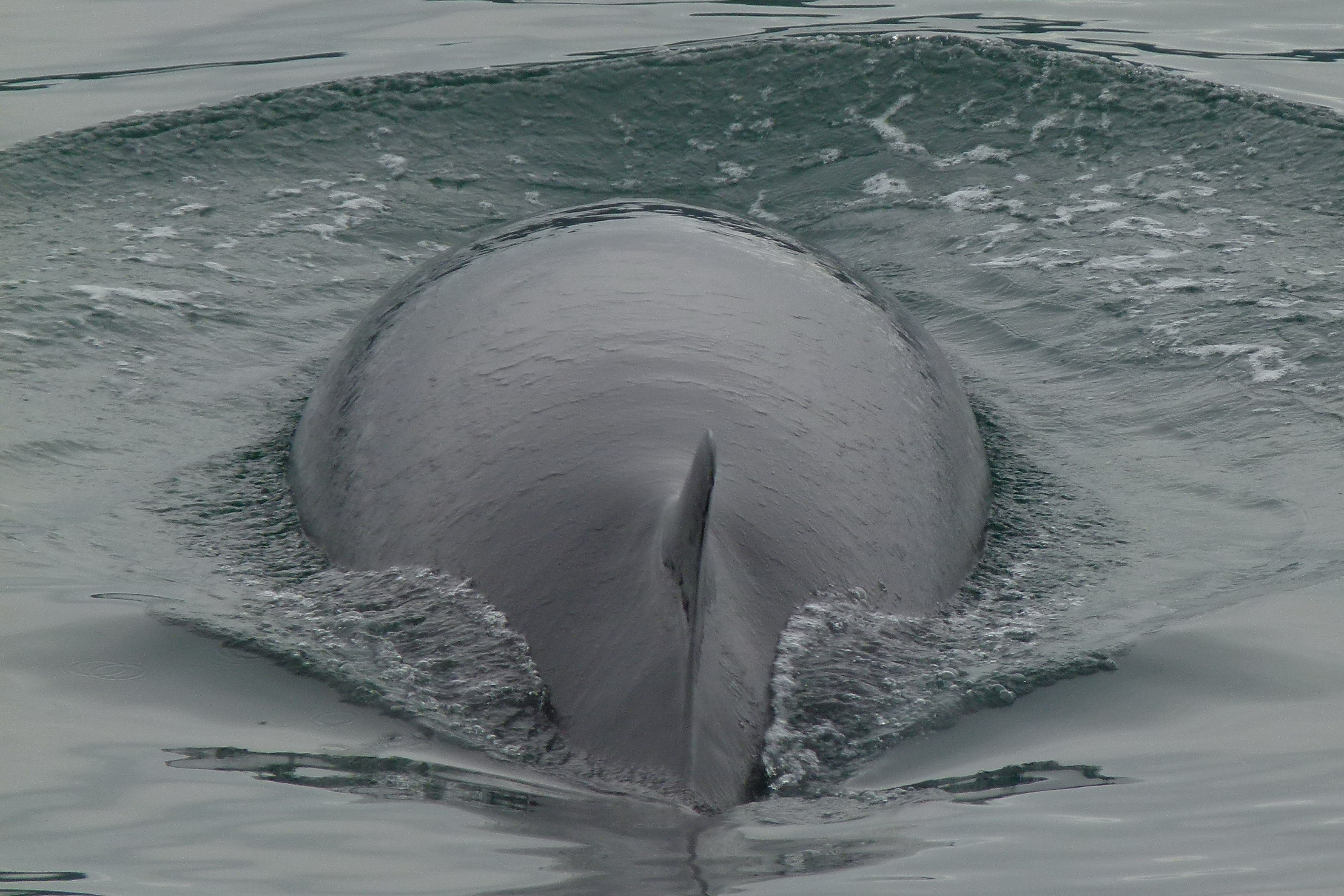
Walbeobachtung in Tadoussac, Kanada
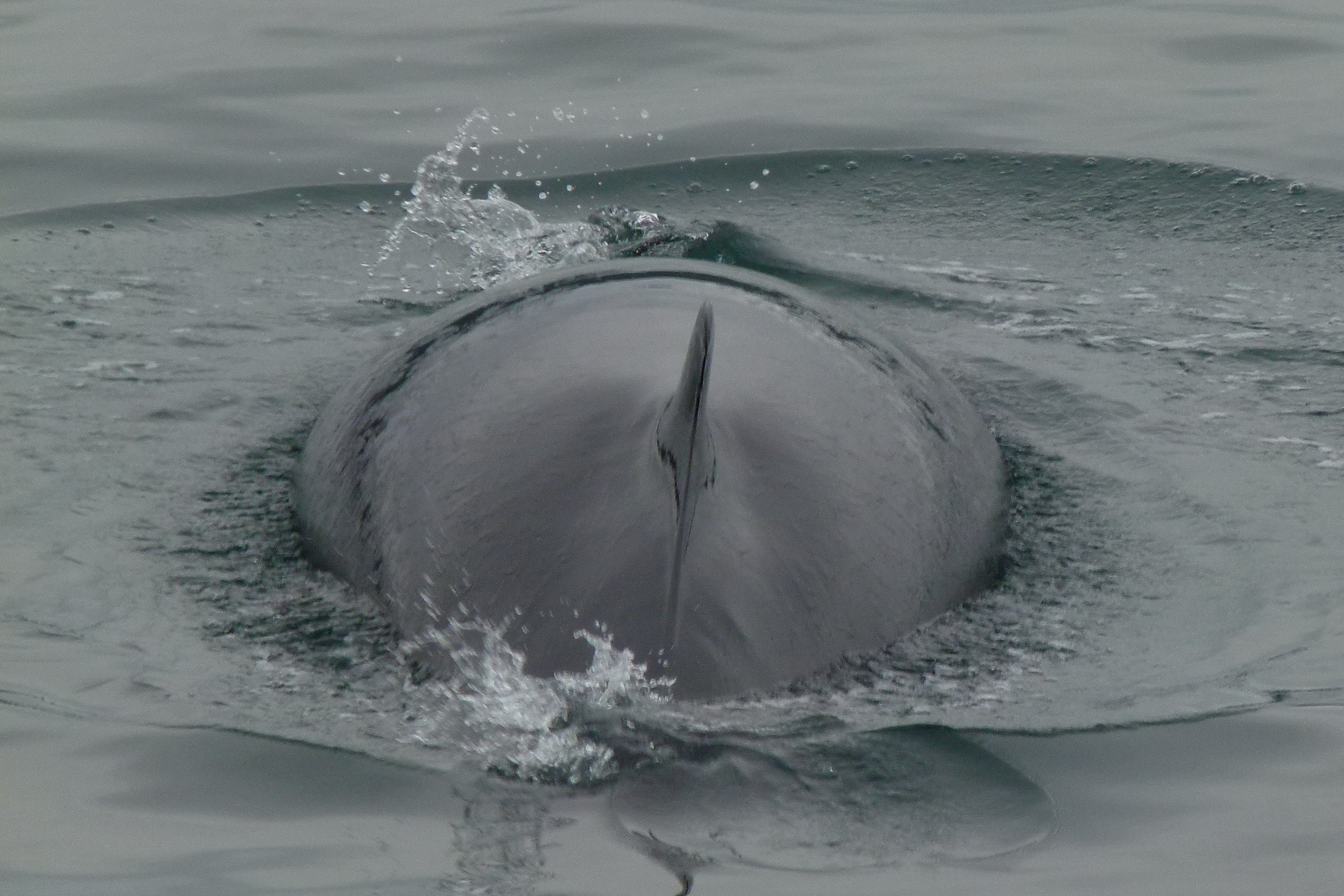
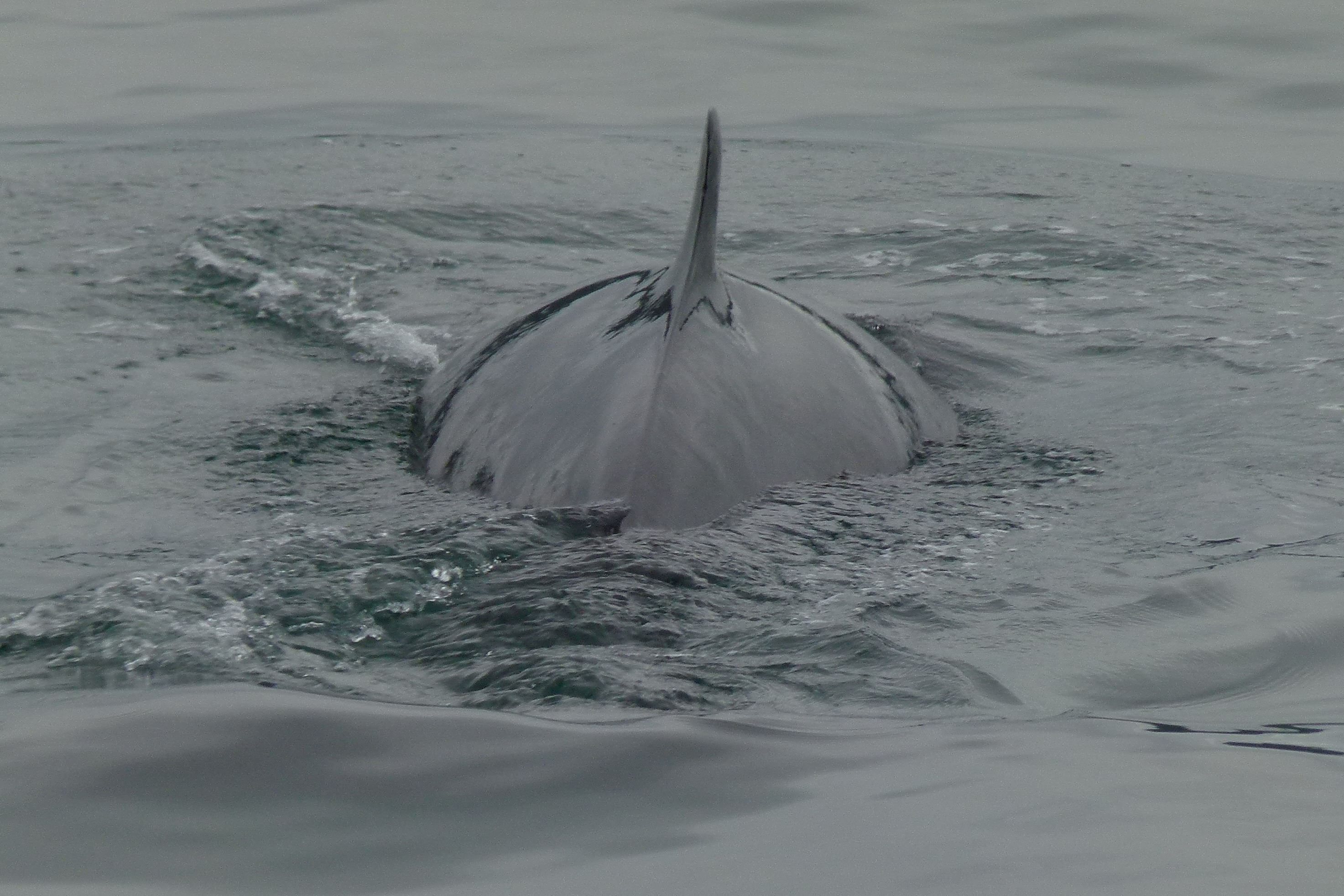
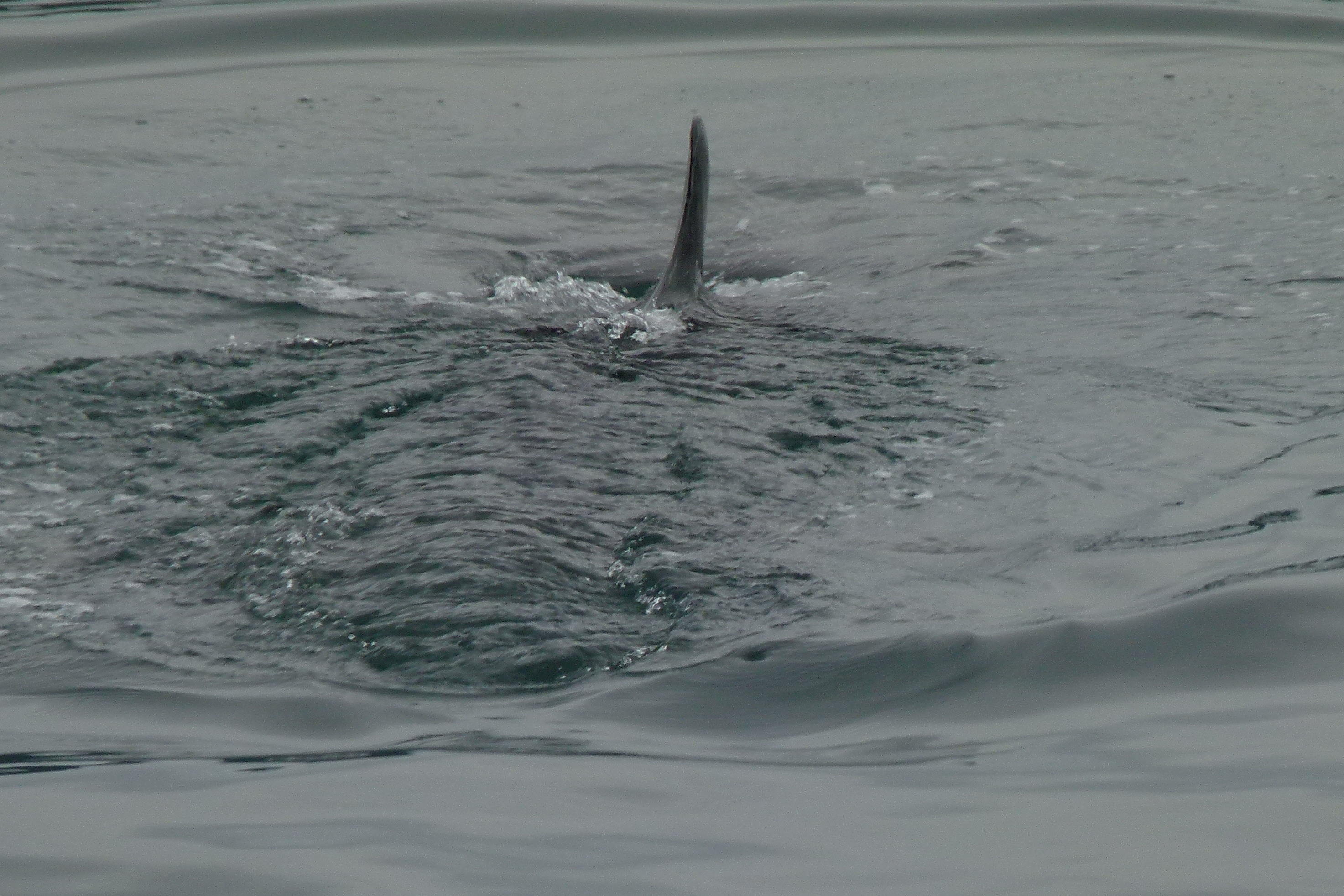

## Auswirkungen des Walbeobachtungstourismus auf Wale und Delfine

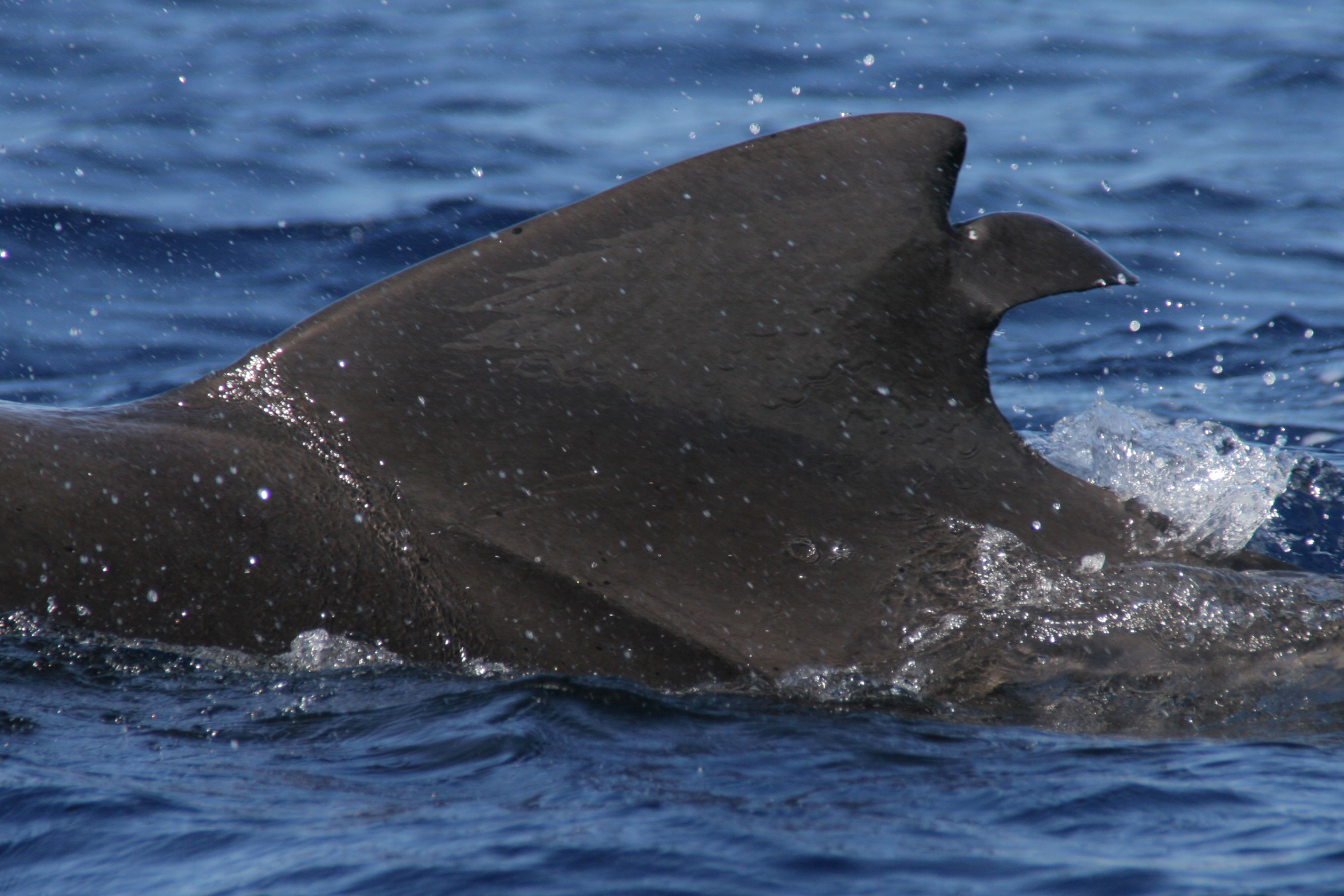
Typische Verletzung der Finne, wie sie durch eine Kollision mit Booten entstehen kann (Foto: Kurzflossen-Grindwal)

Interaktives Verhalten: Die Atlantischen Fleckendelfine spielen mit dem Boot und reiten auf der Bugwelle. Oft nehmen die Tiere für diesen „Spaß“ weite Umwege in Kauf und unterbrechen ihre gewohnten Verhaltensweisen

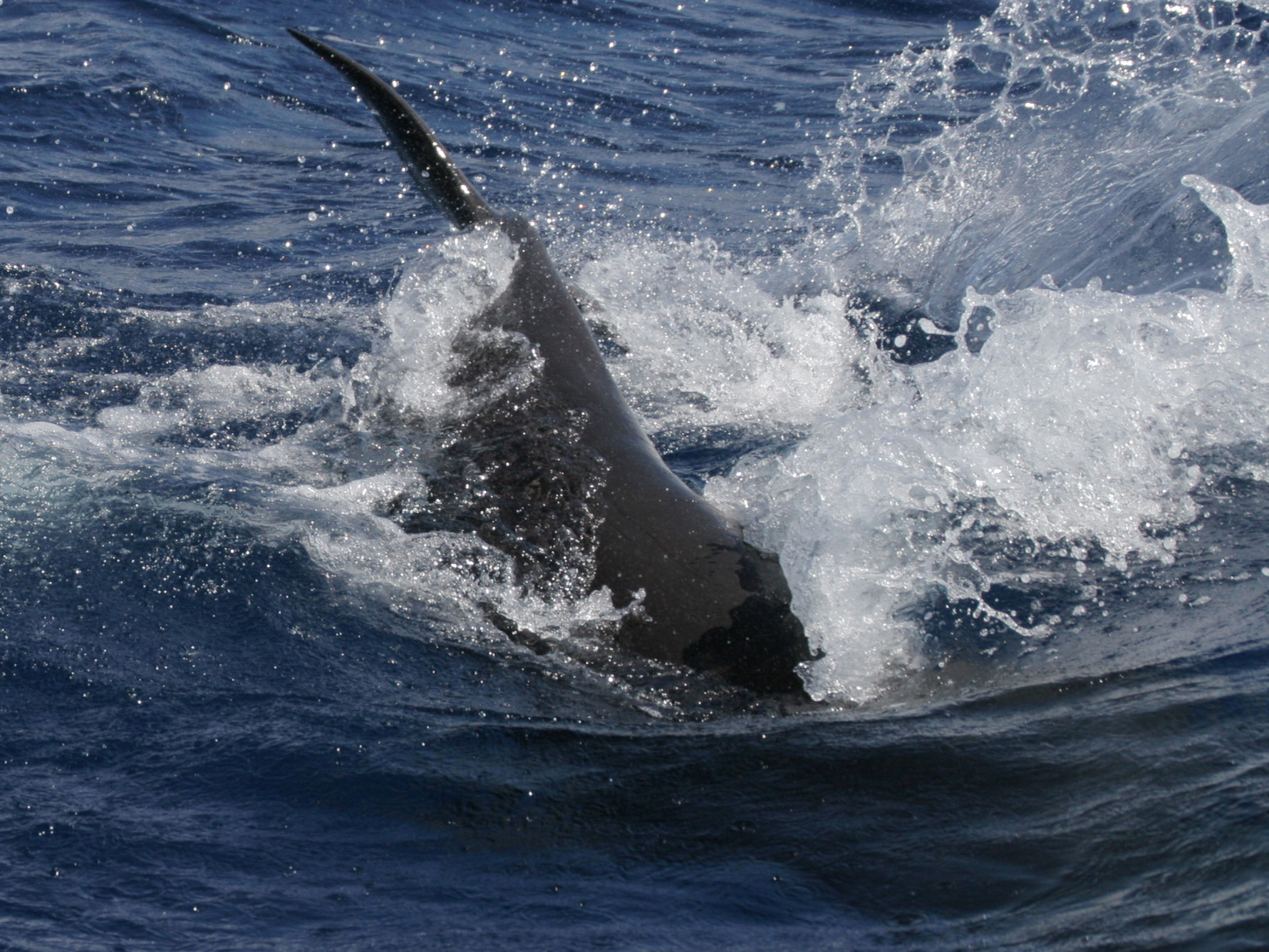
Drohgebärde: Der Leitbulle der Kurzflossen-Grindwale schlägt lautstark mit der Fluke aufs Wasser, um unerwünschte Beobachter zu vertreiben

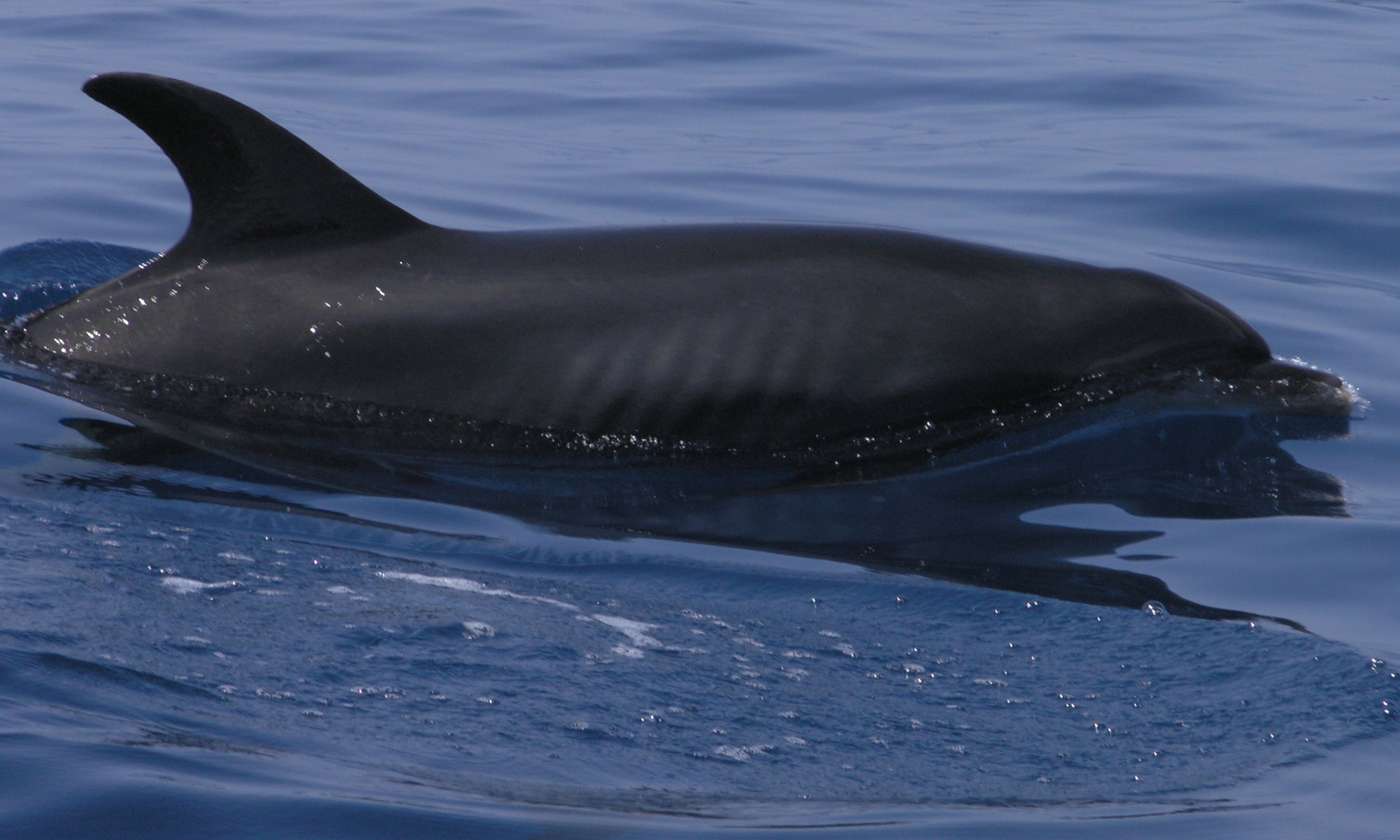
Langfristige Folgen: Massiver Stress durch Walbeobachtungstourismus kann dazu führen, dass die Tiere erkranken und abmagern (hier Großer Tümmler, Weibchen)

Kurzfristige Auswirkungen (engl. short-term effects) sind alle jene Effekte, die unmittelbar auftreten und somit prinzipiell beobachtbar sind:
- Veränderungen des Verhaltens der Tiere, zum Beispiel Änderung der Schwimmgeschwindigkeit oder -richtung, verlängerte Tauchzeiten
- Tiere einer Gruppe können durch Boote voneinander getrennt werden (vor allem Mütter von ihren Jungtieren)
- Jedes Boot mit Motor ist auch ein akustischer Störfaktor, der unter Wasser ausgesendete Schall kann zu einer Beeinträchtigung der Kommunikation der Tiere untereinander führen.
- Gefahr von Kollisionen zwischen Schiffen und Walen und Gefahr von Verletzungen durch Propeller
- Eventuelle Übertragung von Krankheiten vom Menschen auf die Tiere (besonders beim Schwimmen mit Delfinen)

Überzogene Darstellungen der Tiere im Vorfeld einer Tour führen zu bestimmten Erwartungen bei den Touristen. Diese Erwartungen erzeugen Druck auf den Anbieter, diese Erwartungen auch zu erfüllen. Das wiederum führt häufig zu einem rücksichtslosen Verhalten gegenüber den Tieren (zum Beispiel die Nichteinhaltung von Mindestabständen).
Langfristige Auswirkungen (engl. long-term effects) zeigen sich manchmal erst nach Jahren oder Jahrzehnten:
- Andauernde Bedrängung und/oder Lärm führt zu Stress.
- Stress führt zu erhöhter Anfälligkeit gegenüber Krankheiten und Infektionen.
- Verringerung der Reproduktionsrate
- Rückgang von Populationen
- Verschiebung des Verhaltensspektrums der Tiere (zum Beispiel durch die eingeschränkte Möglichkeit zu Nahrungssuche oder verkürzte Ruhephasen)
- Populationen verlagern ihren Lebensraum bzw. wandern ab.

## Gesetzliche Bestimmungen
Die Zahl der Länder, die Gesetze für die Walbeobachtung erlassen haben oder an deren Einführung arbeiten, nimmt stetig zu. Jedoch gibt es selbst in Mitteleuropa noch einige Nationen ohne solche Bestimmungen. Internationale verbindliche Vorschriften gibt es noch nicht.
Weder die EU noch andere multinationale Organisationen haben sich bisher eingehend mit dem Thema beschäftigt. Die Einführung von Whale Watching-Gesetzen unterliegt bisher prinzipiell nationaler, oft sogar bundesstaatlicher oder territorialer Autorität. Dementsprechend vielgestaltig sind die einzelnen Gesetzestexte.
Allerdings gibt es einige charakteristische Regeln wie zum Beispiel die Einhaltung eines Mindestabstandes (typischerweise 100 Meter), eine maximale Anzahl von Booten (typischerweise höchstens drei Boote im Umkreis von 300 Metern der Tiere), eine Höchstdauer der Begegnungen (zum Beispiel höchstens 30 Minuten), die Verpflichtung zu einer niedrigen Fahrgeschwindigkeit der Boote und das Verbot von abrupten Richtungs- und Geschwindigkeitsänderungen. In einigen Ländern ist es mittlerweile auch verboten, mit Walen zu schwimmen.
Wo gesetzliche Vorschriften eingeführt wurden, gibt es meist ein Lizenzierungsverfahren für Anbieter. Labels beziehungsweise Logos können der Erkennung autorisierter Anbieter dienen, etwa in Form einer Fahne oder einem Aufdruck auf dem Rumpf.
Manche Anbieter folgen einer Selbstverpflichtung (Code of ethics) unabhängig davon, ob der Walbeobachtungstourismus in dem jeweiligen Land gesetzlich reguliert wird oder gar nicht.